# Club de Vela Atlántico
El Club de Vela Atlántico (Clube de Vela Atlântico en idioma portugués y oficialmente) es un club náutico ubicado en la Marina Puerto Atlántico, en el puerto de Leixões, que se ubica en la freguesia de Leça da Palmeira, perteneciente al municipio de Matosinhos (uno de los municipios que forman el Gran Área Metropolitana de Oporto).

## Historia
El 11 de septiembre de 1943 se reunió un grupo de aficionados a la vela con el objetivo de promover la práctica de este deporte, y el 12 de octubre formaron la comisión organizadora de la creación de un nuevo club deportivo dedicado exclusivamente a la vela, que llevaría el nombre de Club de Vela Atlántico. El proceso de legalización de la nueva entidad se terminó el 19 de abril de 1944, con la reunión de la asamblea general y nombramiento de la primera directiva.

## Regatas
Las dos competiciones más importantes que realiza el club anualmente son el Trofeo Milaneza (Troféu Milaneza) para vela de crucero y la Copa Auto Sueco (Taça Auto Sueco) para vela ligera.
A nivel internacional, el CVA ha organizado el Campeonato de Europa de la clase Snipe en 1990, el Campeonato de Europa de la clase L'Equipe en 1994, y el Campeonato del Mundo de la clase Snipe en 2007, además de los Campeonatos Ibéricos de la clase Snipe en 2008 y 2016.

## Deportistas
Sus regatistas han ganado múltiples campeonatos nacionales de Portugal en las clases Andorinha, Snipe, Vaurien, Windsurf, Optimist, 470, Star, 420, L'Equipe, Jeanneau One Design 35, Laser, Europe, Dragon y SB20.
A nivel internacional, Francisco Vieira Campos ganó el Campeonato Mundial de Vaurien en 1980, Pedro Pires de Lima el Mundial Juvenil de Vaurien en 1980, y Diogo Costa y Pedro Costa el Campeonato Mundial de 420 en 2016.